# Taoufik Makhloufi
Taoufik Makhloufi, född 29 april 1988 i Souk Ahras, är en algerisk friidrottare.
Makhloufi blev olympisk mästare på 1 500 meter vid sommarspelen 2012 i London.